# Poucharramet
Poucharramet – miejscowość i gmina we Francji, w regionie Oksytania, w departamencie Górna Garonna.
Według danych na rok 1990 gminę zamieszkiwało 649 osób, a gęstość zaludnienia wynosiła 29 osób/km² (wśród 3020 gmin regionu Midi-Pireneje Poucharramet plasuje się na 494. miejscu pod względem liczby ludności, natomiast pod względem powierzchni na miejscu 489.).